# Thuisy
Cet article concerne une ancienne commune de la Marne. Pour le hameau appartenant à la commune d'Estissac, voir Estissac.
Thuisy est une ancienne commune de la Marne qui a fusionné en 1965 avec Wez et Courmelois pour former Val-de-Vesle. Le village marqué par la Première Guerre mondiale a perdu son église et le château de Bary, de ce dernier il reste le jardin qui est celui de la Mairie actuelle.

## Toponymie
Le nom de la localité est attesté sous les formes Tusiacum (1190) ; Tuysiacum (1190) ; Tuseium (1199) ; Tuiseyum (1220) ; Tuisi (1240) ; Tuysi juxta Septem Salices (1247) ; Tusy (1274) ; Thuisy (1276) ; Thuisi (1280) ; Tuizy (1296) ; Tuysy (1298) ; Thuzy, Tuzy (1328) ; Thuysy (1332) ; Thuyseium (1332) ; Tuissy (1374) ; Tuisy lès Sept-Saulx (1384) ; Thusy (1500) ; Thuizy (1510) ; Thuissy (1556).

## Histoire
Alexandre de Bary (1854-1899), négociant en vin de Champagne, défraya la chronique scandaleuse de la Belle Époque. Il légua de très importantes sommes à ses deux principales maîtresses Clémence de Pibrac, et Elvire Boucher, qui devint comtesse de Grammont. Il fit édifier un extraordinaire mausolée dans le parc du château d’Elvire Boucher, à Thuisy.

## Liste des maires
| Période                                  | Période   | Identité            | Étiquette | Qualité |
| ---------------------------------------- | --------- | ------------------- | --------- | ------- |
| Les données manquantes sont à compléter. |           |                     |           |         |
| 1792                                     | 1832      | Jacques Lavost      |           |         |
| 1832                                     | 1834      | Pierre Apert        |           |         |
| 1834                                     | 1846      | Jacques Jacqueminet |           |         |
| 1846                                     | 1848      | Jean-Louis Sautré   |           |         |
| 1848                                     | 1852      | Théophile Barbier   |           |         |
| 1852                                     | 1855      | Pierre Robert       |           |         |
| 1855                                     | 1861      | Jean-Louis Sautré   |           |         |
| 1861                                     | 1865      | Théophile Barbier   |           |         |
| 1900                                     | 1912      | Paul Sautré         |           |         |
| 1912                                     | 1919      | Clovis Poinsenet    |           |         |
| 1919                                     | 1922      | Ernest Philippe     |           |         |
| 1933                                     | 1939      | Arsène Jacqueminet  |           |         |
| 1939                                     | 1945      | Charles Bouillon    |           |         |
| 1945                                     | 1947      | Gabriel Poinsenet   |           |         |
| 1947                                     | 1950      | Louis Jacqueminet   |           |         |
| 1950                                     | mars 1963 | Jules ROugeaux      |           |         |
| 1963                                     | 1964      | Gilbert Regnard     |           |         |

## Galerie d'images

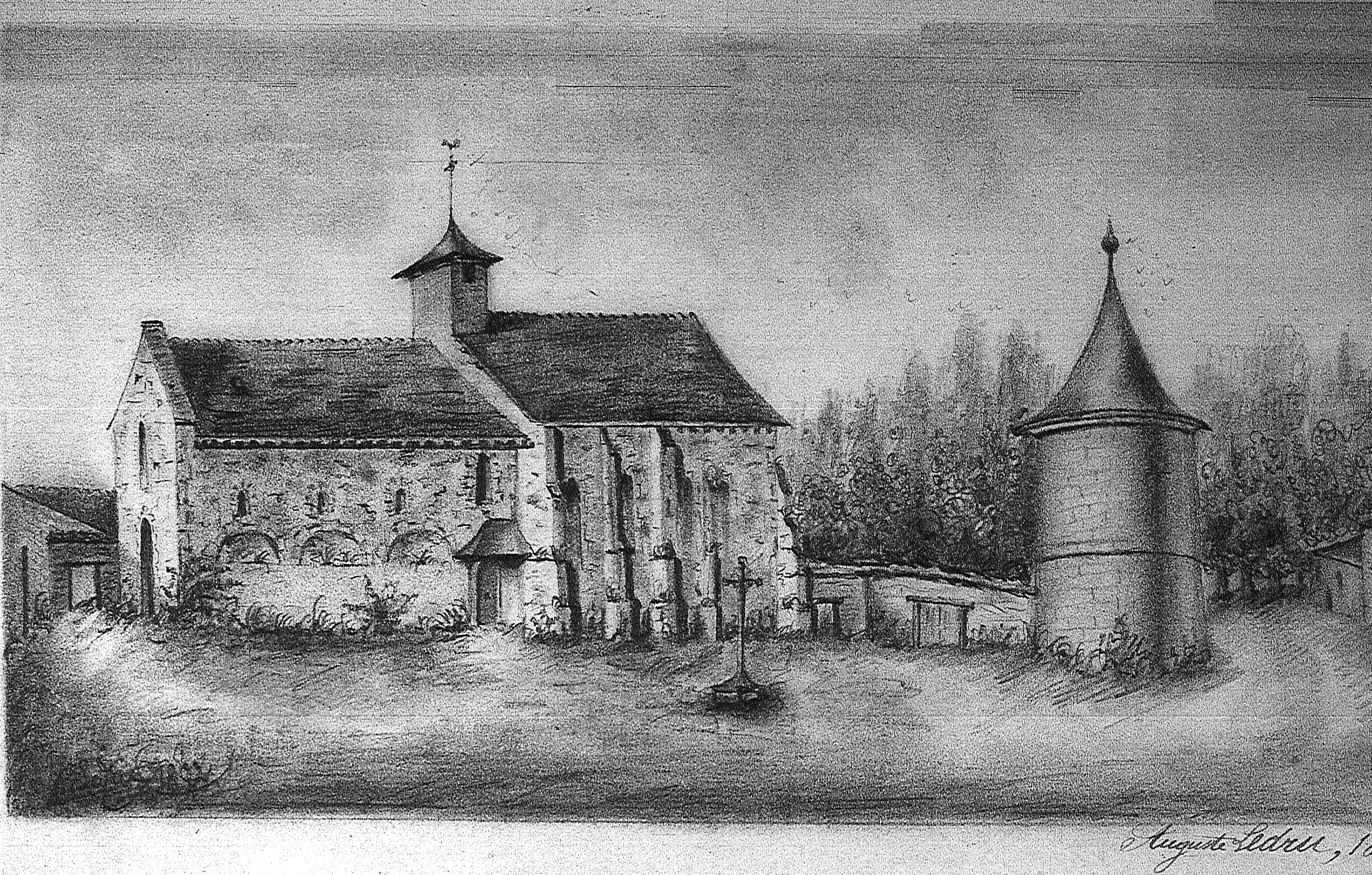
L'église et le château de Thuisy
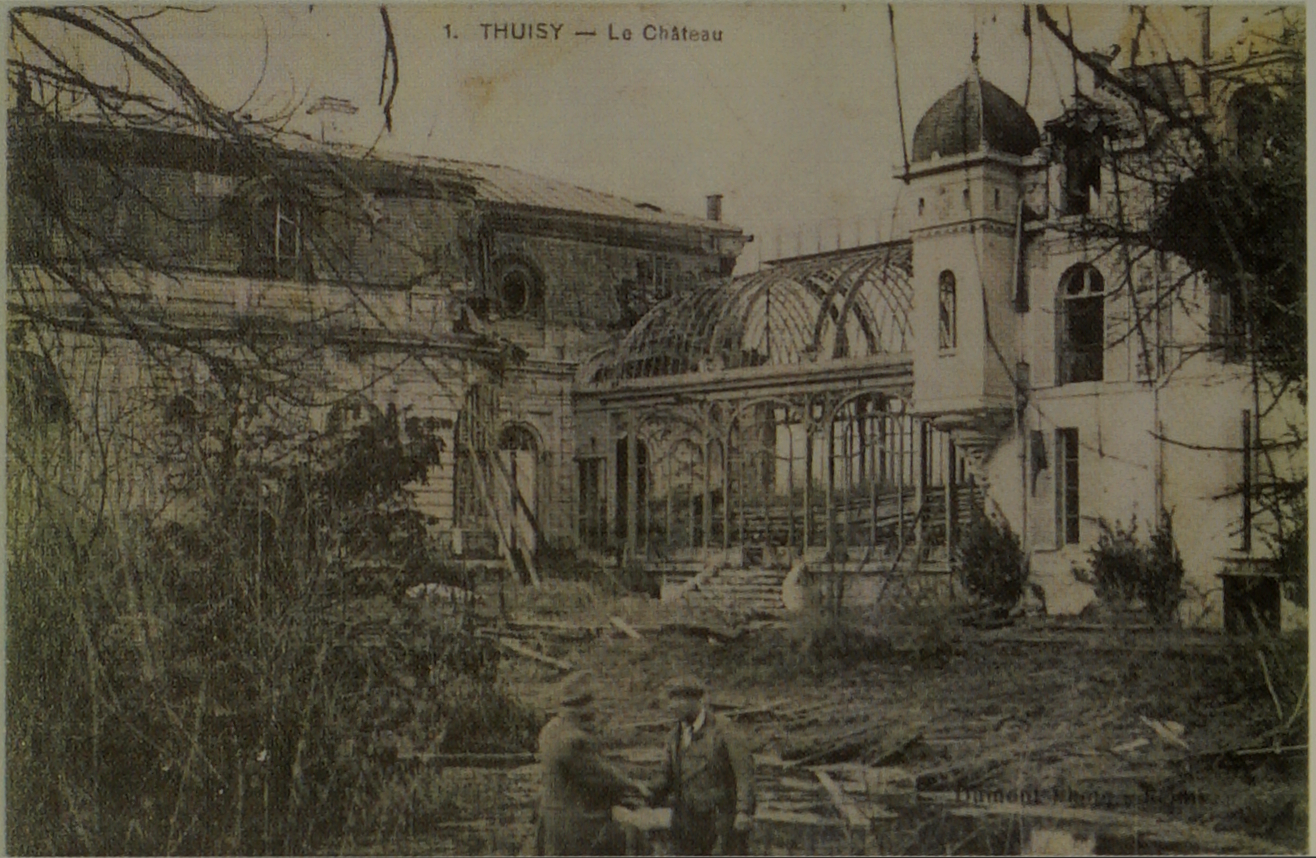
détruits par la Grande Guerre.
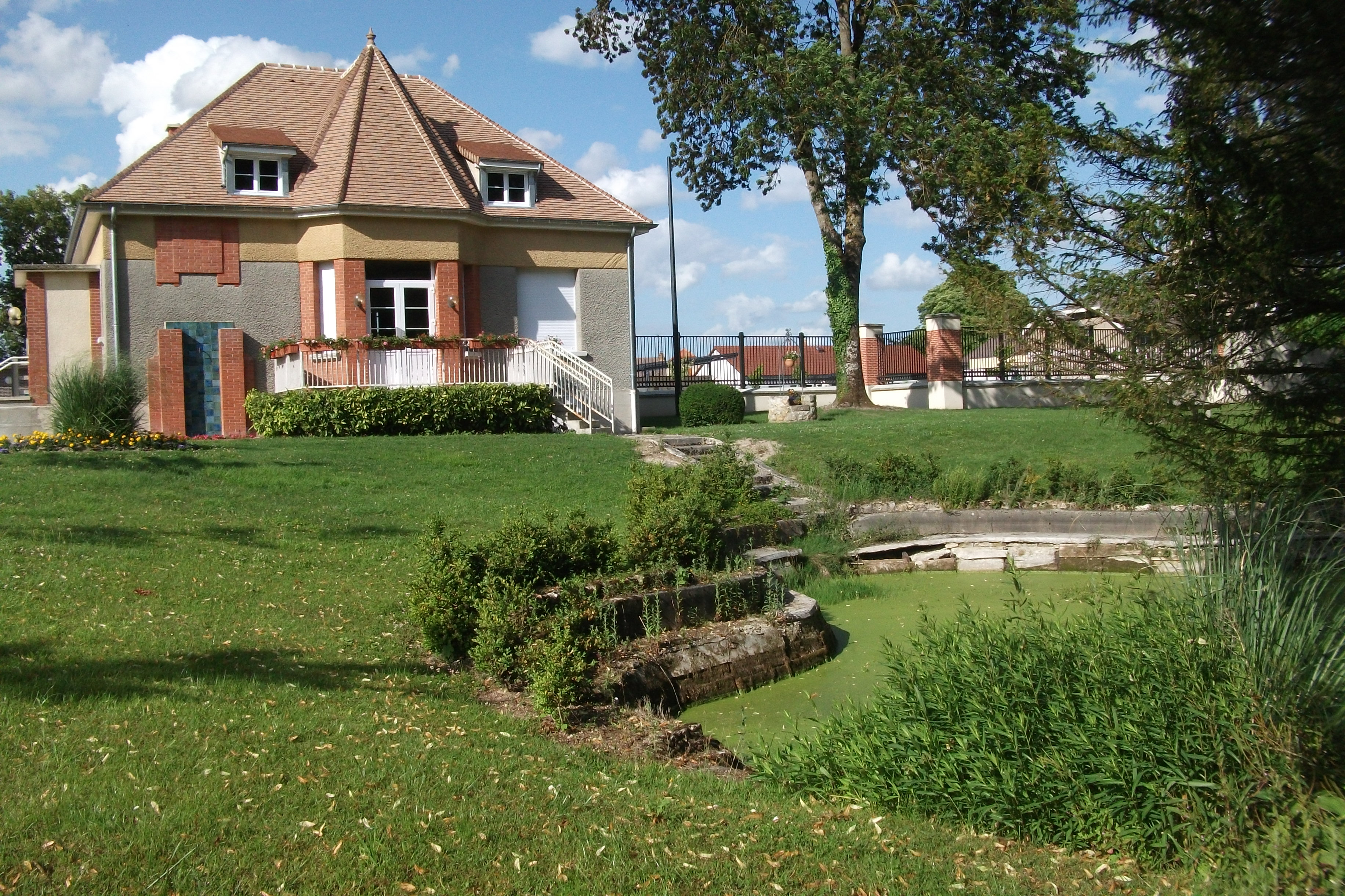
Le jardin actuellement.